# Kracht von Meschede
Kracht von Meschede (auch Craft oder Cratho genannt) (* im 15. Jahrhundert; † 9. März 1455) war Domherr in Münster.

## Leben
Kracht von Meschede entstammte dem westfälischen Adelsgeschlecht von Meschede und war der Sohn des Gottfried von Meschede zu Alme (1380–1466) und dessen Gemahlin Regula von Ense. Sein Bruder Bernhard war in den Jahren 1494 bis 1503 Domdechant in Münster. Sein Großneffe Dietrich war in den Jahren 1512 bis 1545 Domherr in Münster. 1442 wird Kracht als Domherr in Münster genannt. Seine Eltern übertrugen ihm am 25. Juli 1443 den Mescheder Hof zu Effelen. Er nahm am 18. Juli 1454 auf der Seite des Walram von Moers an der Schlacht bei Valar teil. Sie war Folge der Münsterischen Stiftsfehde. Walrams Wahl zum Bischof hatte diesen Konflikt heraufbeschworen. Mit höchster Wahrscheinlichkeit starb Kracht an den Folgen einer Verwundung, die er sich bei diesen Kämpfen zugezogen hatte.
Im Dom zu Münster befindet sich ein Epitaph für ihn und seinen Bruder Bernhard.